# 巴拉尼夫卡
巴拉尼夫卡（羅馬化：Baranivka），或译为巴拉诺夫卡，是乌克兰日托米爾州茲維亞赫爾區巴拉尼夫卡市镇内的城市及该市镇的行政中心，2020年7月18日前为巴拉尼夫卡區的行政中心。該市位於斯盧奇河左岸，距離州府日托米爾72公里，始建於1565年，面積22.34平方公里，海拔高度223米，2022年人口数量为11,161人。

## 图集

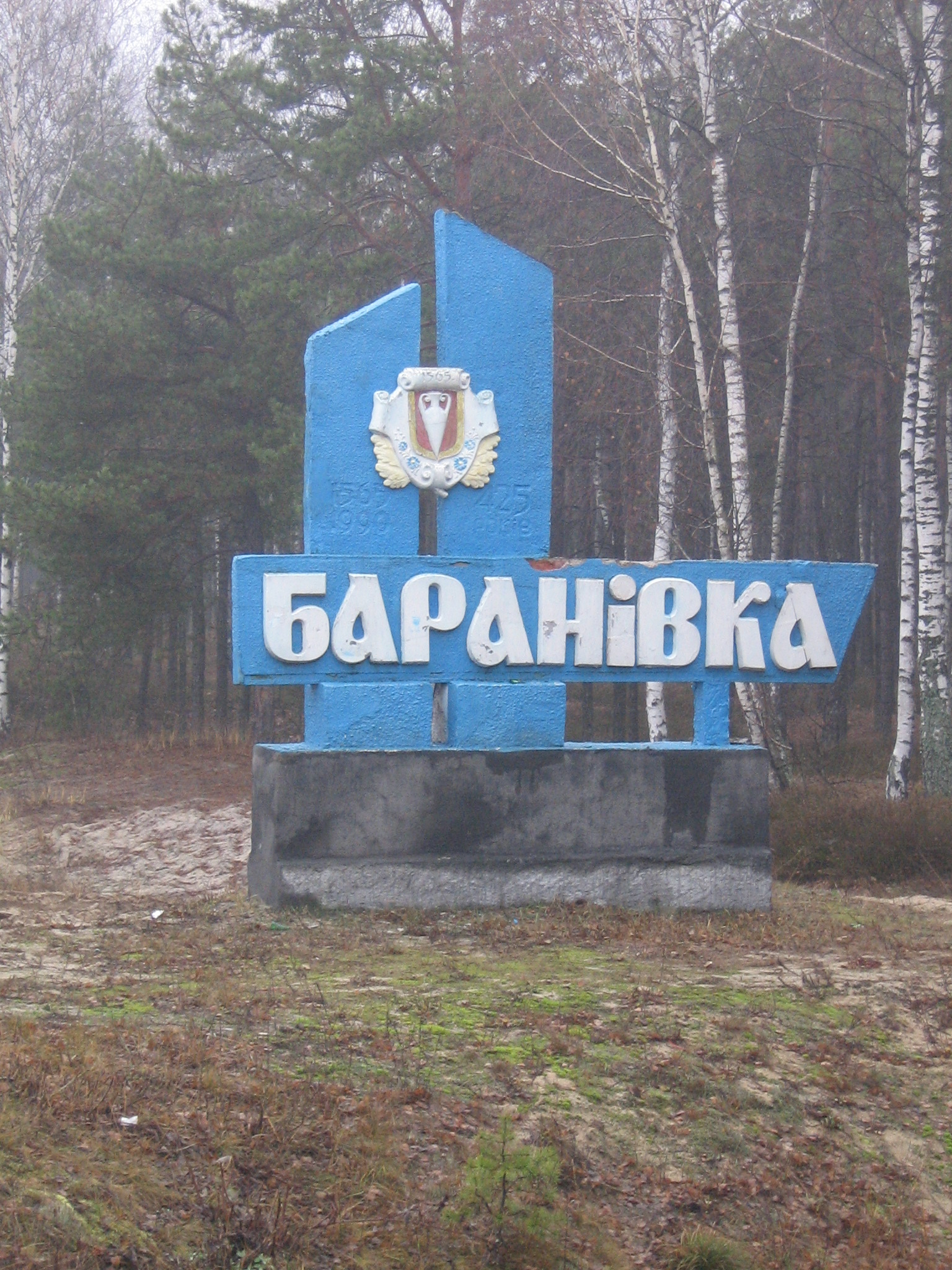

## 友好城市
- 波蘭 武庫夫